# 斎藤和志
斎藤 和志（さいとう かずし）は、福島県生まれのフルーティスト、作曲家。
東京フィルハーモニー交響楽団首席奏者。東京シンフォニエッタ副代表。これまでにフルートを、パウル・マイゼン、金昌国、佐久間由美子、中川昌巳、中野富雄、三上明子、山崎成美に師事。東京藝術大学附属高校、東京藝術大学器楽科卒業。同大学院修了。
東京藝術大学、洗足学園大学､トート音楽院、講師。ザ・フルートカルテット、NOZZLESメンバー。

## 受賞歴
- 第5回神戸国際フルートコンクール第4位
- 第70回日本音楽コンクール第1位、加藤賞及びＥ・ナカミチ賞
- 第4回びわ湖国際フルートコンクール第1位
- 第68回日本音楽コンクール作曲部門本選における演奏に対し審査員特別賞
- 2006年アリオン音楽財団奨励賞